# 吕格庄镇
吕格庄镇，是中华人民共和国山東省烟台市莱阳市下辖的一个乡镇级行政单位。

## 行政区划
吕格庄镇下辖以下地区：
吕格庄村、横岚埠村、金沟村、荆山后村、响水沟村、江汪庄村、金岗口村、南马格庄村、西马格庄村、东马格庄村、汪家夼村、刘海寺村、西野头村、大野头村、牛百口村、大梁子口村、陡崖后村和禄格庄村。